# Wappen der Stadt Hirschberg (Saale)
Das Wappen der Stadt Hirschberg ist ein Hoheitszeichen der vogtländischen Stadt Hirschberg im thüringischen Saale-Orla-Kreis. Im Folgenden sind auch die Wappen der Ortsteile von Hirschberg aufgeführt.

## Blasonierung
Die Blasonierung lautet wie folgt:

„Gespalten von Silber und Rot; vorn am Spalt ein halber schwarzer Adler mit roter Krone und roter Bewehrung, hinten ein aufgerichteter linksgewendeter goldener Hirsch mit goldener Zunge.“

Die Stadt gibt in ihrer Hauptsatzung die Beschreibung wie folgt an:

„Das Stadtwappen der Stadt Hirschberg ist gespalten von Silber und rot; vorn am Spalt ein halber schwarzer Adler mit roter Krone und roter Bewährung. Hinten ein aufgerichteter linksgewendeter goldener Hirsch mit roter Zunge.“

## Geschichte und Begründung
Der Hirsch ist ein redendes Symbol für den Stadtnamen, der offenbar mit einem Rudegerus de Hirzperc (Rüdiger von Hirschberg) zusammenhängt, dessen Familie den Hirsch im Wappen führte. 
Bei dem Adler am Spalt handelt es sich vermutlich um den Reichsadler. Älteste Siegel in der heutigen Form stammen aus dem 17. Jahrhundert, so eines mit der Umschrift DES KAEISER PRIVILEG STAETLEINS HIRSBERG AN DER SAAL INSIGEL, stammen aus dem 17. Jh. Noch ältere Wappen zeigen ein ähnliches Wappenbild, allerdings in anderen Farben.

## Flagge und Dienstsiegel
Die Flagge ist in den Stadtfarben Weiß-Rot gehalten und trägt aufgelegt das Stadtwappen.
Das Dienstsiegel trägt mittig das Stadtwappen mit der Umschrift „Stadt Hirschberg/Saale“.

## Ortsteile Venzka mit Juchhöh und Ullersreuth
Die Stadt zeigt Wappen für Venzka und Ullersreuth, allerdings ohne Blasonierung und Beschreibung anzugeben.

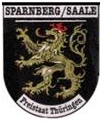
Wappen von Sparnberg

## Ortsteil Sparnberg
Das Wappen von Sparnberg geht auf ein Siegel aus dem 16. Jahrhundert zurück. Es zeigt den rechtsgewendeten rotbewehrt und -bekrönten Löwe der Reußen, in Erinnerung an die Begebenheit, dass die ehemalige Stadt Sparnberg 1547 an die Vögte von Plauen kam. Auch das Wappen von Venzka zeigt im oberen (heraldisch) linken Feld einen Löwe.

## Ortsteil Göritz
Das Wappen von Göritz zeigt „ein[en] Teil eines Baumes mit einem Ast, auf dem ein Vogel sitzt“.

## Belege
1. ↑  Stadt Hirschberg: Hauptsatzung der Stadt Hirschberg. §2 (1) der Hauptsatzung. 9. Mai 2019, abgerufen am 1. Oktober 2023.
2. ↑  Hartmut Ulle: Neues Thüringer Wappenbuch. Band 2: Ilmkreis, Jena, Kyffhäuserkreis, Saale-Orla-Kreis, Saalfeld-Rudolstadt (Landkreis), Schmalkalden-Meiningen (Landkreis), Suhl. 2., veränderte, überarbeitete Auflage. Arbeitsgemeinschaft Genealogie Thüringen, Erfurt 1997, ISBN 3-9804487-2-X, S. 36.
3. ↑  Thüringer Naturbrief - Wappen der Thüringer Landkreise, Städte und Gemeinden. Abgerufen am 1. Oktober 2023.
4. ↑  §2 (2) Hauptsatzung
5. ↑  §2 (3) Hauptsatzung
6. ↑  Ihre Stadt Hirschberg in Thüringen. Abgerufen am 1. Oktober 2023.
7. ↑  Thüringer Naturbrief - Wappen der Thüringer Landkreise, Städte und Gemeinden. Abgerufen am 1. Oktober 2023.
8. ↑  Thüringer Naturbrief - Wappen der Thüringer Landkreise, Städte und Gemeinden. Abgerufen am 1. Oktober 2023.